# Vermoil
Vermoil ist eine Gemeinde (Freguesia) im portugiesischen Kreis Pombal. In ihr leben 2436 Einwohner (Stand 19. April 2021).
Vermoil liegt an der Linha do Norte.